# Сьвіньокеж-Дворський
Сьвіньокеж-Дворський (пол. Świniokierz Dworski) — село в Польщі, у гміні Желехлінек Томашовського повіту Лодзинського воєводства.
Населення — 37 осіб (2011).
У 1975-1998 роках село належало до Пйотрковського воєводства.

## Демографія
Демографічна структура станом на 31 березня 2011 року:
|          | Загалом | Допрацездатний вік | Працездатний вік | Постпрацездатний вік |
| -------- | ------- | ------------------ | ---------------- | -------------------- |
| Чоловіки | 22      | 4                  | 15               | 3                    |
| Жінки    | 15      | 1                  | 8                | 6                    |
| Разом    | 37      | 5                  | 23               | 9                    |